# Katsuo Tokashiki
Katsuo Tokashiki (* 27. Juli 1960 in der Präfektur Okinawa, Japan) ist ein ehemaliger japanischer Boxer im Halbfliegengewicht. 

## Profikarriere
Im Jahre 1978 begann er erfolgreich seine Profikarriere. Am 14. April 2001 boxte er gegen Hwan-Jin Kim um den Weltmeistertitel des Verbandes WBA und gewann nach Punkten. Diesen Gürtel verlor er in seiner sechsten Titelverteidigung im Juli 1983 an Lupe Madera.
Im Jahre 1984 beendete er seine Karriere.